# Colònia francesa de l'illa de la Reunió
La colònia de l'illa de la Reunió fou un territori francès que va existir entre el 19 de març de 1793 (quan l'illa, fins aleshores anomenada Illa Borbó, va canviar de nom) i el 15 d'agost de 1806 quan fou rebatejada Illa Bonaparte, i altre cop el 6 de setembre de 1848 quan va recuperar el nom de Reunió fins al dia d'avui (tot i que el 1946 fou declarat departament d'Ultramar i el 2003 regió d'Ultramar).

## Història
L'abolició de l'esclavitud aprovada per la Convenció Nacional 4 de febrer de 1794 fou rebutjada tant per l'illa de la Reunió, com de l'Illa de França (Maurici). Una delegació acompanyada per militars, responsable de la imposició de l'alliberament dels esclaus, va arribar a l'illa el 18 de juny de 1796 sent expulsats immediatament sense embuts. A això va seguir un període d'agitació i desafiament al poder de la metròpoli que ja no tenia cap autoritat sobre les dues illes. El 25 d'octubre de 1797 França va declarar l'illa com a departament però fou de manera nominal, ja que el control el tenia l'assemblea colonial, reialista i esclavista. El 19 d'abril de 1801 va reconèixer el consolat.
El primer cònsol de la República, Napoleó Bonaparte, i va mantenir l'esclavatge, mai abolit en la pràctica, amb la llei de 20 maig 1802. El 3 de febrer de 1803 Napoleó va crear la colònia de les Índies Orientals Franceses junt amb l'Illa de França (Maurici) i Rodrigues, però de fet només la Reunió en va formar part.
El 1806 (i després altre cop el 1807) hi van haver huracans i inundacions el que va perjudicar la cultura del cafè que va disminuir i la canya de sucre la va substituir, ja que la demanda a França augmentava per la pèrdua de Santo Domingo (i més tard de l'Illa de França); la canya de sucre no estava afectada pels ciclons degut al seu cicle de creixement fora de l'època d'aquests fenòmens. El 15 d'agot de 1806 l'illa fou rebatejada illa Bonaparte; el 7 de juliol de 1810 va començar la invasió britànica i Saint-Denis es va rendir l'endemà 8 de juliol de 1810 recuperant poc després el nom d'illa Borbó. L'illa fou retornada a França pel tractat de París de 1814 i l'entrega es va fer efectiva el 5 d'abril de 1815.
El 6 de setembre de 1848, després de la revolució a París, l'Illa Borbó va recuperar el nom de Reunió. Va coincidir en el desenvolupament del cultiu de la vainilla (el 1841 Edmond Albius va descobrir la pol·linització manual de les flors de vainilla) fins a esdevenir el primer productor mundial. També va augmentar la cultura del gerani l'essència dels quals s'utilitzava en perfumeria.
El 20 de desembre 1848 finalment es va produir l'abolició de l'esclavitud proclamada pel nord-català Joseph Sarda-Garriga (el 20 de desembre és dia de festa a la Reunió). Louis Henri Hubert Delisle es va convertir en el seu primer governador crioll el 8 d'agost de 1852 i es va mantenir en aquesta posició fins al 8 de gener de 1858. A Europa s'utilitzaven cada vegada més a la remolatxa per satisfer les necessitats de sucre. Malgrat la seva política de planificació i l'ús de mà d'obra contractada, la crisi econòmica es ve fer evident a l'inici de la dècada de 1870. A partir de llavors, l'obertura del canal de Suez va portar al tràfic de mercaderies fora de l'illa. Aquesta depressió econòmica no va impedir la modernització de l'illa, amb el desenvolupament de la xarxa de carreteres, la creació de la via fèrria, la realització del port artificial de Pointe-des-Galets. Aquestes grans obres oferien una bona alternativa als treballadors agrícoles.
La segona meitat del segle xix va ser testimoni de l'evolució de la població de la Reunió, per l'arribada massiva d'indis contractats, part dels quals s'establiren definitivament a l'illa, i per la liberalització de la immigració el 1862. Molts musulmans de l'Índia i xinesos després assentar-se van formar dues comunitats principals que van participar en la diversificació ètnica i cultural. Des de finals del segle xix les fonts de contractació es van limitar gradualment. Molts propietaris de terres van arrendar aleshores les seves terres (en el sistema de la participació en les collites), donant com a resultat l'aparició d'una població de treballadors agrícoles per compte propi.
La participació de la Reunió a la Primera Guerra Mundial es va traduir en l'enviament de molts illencs que combateren a la metròpoli i al front grec. L'aviador Roland Garros es va cobrir de glòria i va morir al cel el 1918. L'Almirall Lucien Lacaze va ser nomenat ministre de Marina, i després ministre de la Guerra de 1915-1917. La guerra va tenir conseqüències econòmiques favorables per a la Reunió: la producció de sucre va augmentar bruscament i els preus van pujar doncs a la metròpoli les terres remolatxeres eren escenari de la lluita.
Durant el període d'entreguerres, la modernització va seguir: l'electricitat va aparèixer a les llars dels rics, i va assegurar l'enllumenat públic de Saint-Denis. El telègraf (1923) i la ràdio (1926) van posar als illencs en contacte amb el món. El 1939, 1500 llars privilegiades estaven abonades al servei telefònic. Van aparèixer els cotxes i els avions. La indústria del sucre es va concentrar i societats anònimes o limitades van reemplaçar als agricultors individuals. Aquest progrés beneficiava principalment a les cases dels terratinents, industrials, gerents, comerciants a l'engròs, però la massa de la població seguia sent pobre. Una altra novetat important en el període d'entreguerres: la mortalitat va baixar i la natalitat va augmentar fortament, el que resulta en un creixement exponencial de creixement de la població que continua fins avui.
La II Guerra Mundial fou una prova molt dura: si bé la Reunió que es va salvar dels combats, va patir terriblement pel tancament gairebé total dels seus subministraments. El 28 de novembre de 1942 van desembarcar les Forces franceses lliures i van controlar l'illa: el govern local, lleial al govern de Vichy, fou enderrocat i el territori va passa sota control de la França Lliure.
El 19 de març de 1946 la Reunió fou declarada departament francès d'Ultramar i el 1997, una de les set regions ultra-perifèriques de la Unió Europea.
Al moment de la departamentalització, Reunió estava en ruïnes. Però la metròpoli va fer grans esforços per reconstruir l'economia i el progrés social. L'educació obligatòria fou un gran avanç. L'establiment, amb un lleuger retard, del sistema de seguretat social hexagonal proporciona una millora considerable. En els primers anys de la dècada de 1950, la malària, una plaga important de salut des de feia un segle, es va erradicar. El nombre de llits d'hospital es va triplicar en deu anys. D'això es desprengui una millora significativa en la salut pública i un descens considerable de la mortalitat amb un fort augment de la població, arribant la taxa de natalitat a un rècord de prop del 50 per mil. Cap al final de la guerra, els enllaços aeris regulars van portar des de la Reunió a la metròpoli en tres dies. Una altra conseqüència de la departamentalització: un augment considerable en el nombre de funcionaris, ben pagats, que generaven nous fluxos comercials resultant en l'aparició d'una classe mitjana que vivia del comerç, professions liberals i llocs directius. L'elecció de Michel Debré a la diputació, el 1962, aporta un avantatge considerable al desenvolupament, causa de la dimensió del personatge i el seu pes polític a la metròpoli. A principis de 1960, la Reunió va ser proposada com a lloc de prova d'armes nuclears.
En els anys 1970 i 80, la Reunió realment va accedir a la modernitat. Va aparèixer i es va desenvolupar una universitat, així com l'ensenyament tècnic. La televisió va suplantar la ràdio. Els comerciants van abandonar les seves "botigues de xinesos" i "basars àrabs" per crear mini mercats i supermercats. El turisme va començar a desenvolupar-se. La xarxa de carreteres es va fer més densa i moderna, i el parca automobilístic va canviar encara més ràpid. L'hàbitat també va millorar, i la construcció d'habitatges, impulsada pels beneficis fiscals específics del Departaments d'Ultramar (DOM), és molt activa. L'economia va canviar. En l'agricultura, les verdures i les fruites i els animals de granja van créixer per complir amb les necessitats d'una població cada vegada més gran i consumidora. La canya de sucre, però, va mantenir la seva primera fila en la producció agrícola, seguida de les obres públiques. Però el que són ara els sectors que tiren de l'economia són el comerç, els serveis, i, cada vegada més, el turisme. Avui en dia, el turisme és la primera activitat de l'illa, junt amb la construcció.
Al maig de 2004, la Comissió de la Unió Africana va emetre un pla estratègic en què el continent africà va assenyalar l'ocupació estrangera de la Reunió, considerada africana.

## Governadors
- 1792 - 1794 Jean-Baptiste Vigoureux du Plessis
- 1794 - 1795 Pierre Alexandre Roubaud
- 1795 - 1803 Philippe Antoine Jacob de Cordemoy
- 1803 - 1806 François Louis Magallon, comte de la Morlière
- 1806 - 1810 Illa Bonaparte
- 1810 - 1848 Illa Borbó
- 1848 - 1850 Joseph Napoléon Sarda Garriga
- 1850 - 1851 Marie-Bon-Ézéchiel Barolet de Puligny
- 1851 - 1852 Louis Isaac Pierre Hilaire Doret
- 1852 - 1858 Louis Henri Hubert Delisle
- 1858 Lefevre (interí)
- 1858 - 1864 Rodolphe Augustin, baron Darricau
- 1865 - 1869 Marie Jules Dupré
- 1869 - 1875 Louis Hippolyte de Lormel
- 1875 - 1879 Pierre Aristide Faron
- 1879 - 1886 Pierre Étienne Cuinier
- 1886 Jean Baptiste Antoine Lougnon (interí)
- 1886 - 1887 Étienne Antoine Guillaume Richaud
- 1887 - 1888 Jean Baptiste Antoine Lougnon (segona vegada)
- 1888 - 1893 Louis Evenor Édouard Manès
- 1893 - 1895 Henri Eloi Danel
- 1895 Henri Charles Roberdeau (interí)
- 1895 - 1896 Benedict Jacob de Cordemoy
- 1896 - 1900 Laurent Marie Émile Beauchamp
- 1900 - 1901 Charles Albert Madre
- 1901 - 1905 Paul Samary
- 1905 - 1906 Fernand Ernest Thérond (interí)
- 1906 Auguste Marius Verignon
- 1906 - 1907 Adrien Jules Jean Bonhoure
- 1908 Henri François Charles Cor
- 1908 - 1910 Camille Lucien Xavier Guy
- 1910 Philippe Émile Jullien
- 1910 - 1912 François Pierre Rodier
- 1912 - 1913 Hubert Auguste Garbit
- 1913 - 1919 Pierre Louis Alfred Duprat
- 1919 - 1920 Victor Jean Brochard (interí)
- 1920 - 1922 Frédéric Estèbe
- 1922 - 1923 Henri Cleret de Langavant
- 1923 - 1924 Maurice Pierre Lapalud
- 1925 - 1932 Jules Vincent Repiquet
- 1932 - 1934 Louis Fabre
- 1934 - 1936 Alphonse Paul Albert Choteau
- 1936 Charles Victor Allard (interí)
- 1936 - 1938 Léon Hippolyte Truitard
- 1938 - 1939 Joseph Urbain Court
- 1939 - 1942 Pierre Émile Aubert
- 1942 - 1947 Jean Charles André Capagorry

## Prefectes
- 1947 - 1950 Paul Demange
- 1950 - 1952 Roland Luc Béchoff
- 1952 - 1956 Pierre Philip
- 1956 - 1963 Jean François Pierre Perreau-Pradier
- 1963 - 1966 Alfred Diefenbacher
- 1966 - 1969 Jean Vaudeville
- 1969 - 1972 Paul Cousseran
- 1972 - 1975 Claude Edmond Vieillescazes
- 1975 - 1977 Robert Lamy
- 1977 - 1980 Bernard Landouzy
- 1980 - 1981 Jacques Seval

## Comissionats de la república des de 10 de maig de 1892 fins 24 de febrer de 1988
- 1981 - 1984 Michel Francis Levallois (1981-1982 prefecte)
- 1984 - 1986 Michel Blangy
- 1986 Jean-Marc Rebière (interí)
- 1986 - 1989 Jean Anciaux (1988-1989 prefecte)

## Prefectes
- 1989 - 1991 Daniel Constantin
- 1991 - 1992 Jacques Dewatre
- 1992 - 1995 Hubert Fournier
- 1995 Pierre Steinmetz
- 1995 Yves Dassonville (interí)
- 1995 - 1998 Robert Pommies
- 1998 Yves Dassonville (awgona vegada, interí)
- 1998 - 2001 Jean Daubigny
- 2001 Vincent Bouvier (interí)
- 2001 - 2004 Gonthier Friédérici
- 2004 Franck-Olivier Lachaud (interí)
- 2004 - 2005 Dominique Vian
- 2005 Franck-Olivier Lachaud (segona vegada, interí)
- 2005 - 2006 Laurent Cayrel
- 2006 Franck-Olivier Lachaud (tercera vegada, interí)
- 2006 - 2010 Pierre-Henry Maccioni
- 2010 - 2012 Michel Lalande
- 2012 - 2014 Jean-Luc Marx
- 2014 - Dominique Sorain

## Presidents del Consell general del departament
- 1945 - 1946 Paul Picaud
- 1946 Léon de Lépervanche
- 1946 - 1949 Roger Vidot
- 1949 - 1966 Roger Payet
- 1966 - 1967 Marcel Cerneau
- 1967 - 1982 Pierre Lagourgue
- 1982 - 1988 Auguste Legros
- 1988 - 1993 Éric Boyer
- 1993 - 1994 Joseph Sinimalé (interí)
- 1994 - 1998 Christophe Payet
- 1998 - 2004 Jean-Luc Poudroux
- 2004 - 2015 Nassimah Mangrolia Dindar (dona)

## President del Consell departamental
- 2015 - Nassimah Mangrolia Dindar (dona)

## Presidents del Consell Regional
- 1973 - 1978 Marcel Cerneau
- 1978 - 1983 Yves Barau
- 1983 - 1986 Mario Hoarau
- 1986 - 1992 Pierre Lagourgue
- 1992 - 1993 Camille Sudre
- 1993 - 1998 Marguerite "Margie" Sudre (dona)
- 1998 - 2010 Paul Vergès
- 2010 - Didier Robert